# Veikkausliiga 2001
Die Veikkausliiga 2001 war die zwölfte Spielzeit der höchsten finnischen Spielklasse im Fußball der Männer unter diesem Namen sowie die 71. Saison seit deren Einführung im Jahre 1930. Sie begann am 22. April und endete am 27. Oktober 2001.
Erst am letzten Spieltag sicherte sich zum ersten Mal in der Vereinsgeschichte Tampere United den Titel durch einen 1:0-Sieg über Jazz Pori.
Im Finale des finnischen Fußballpokals gewann Atlantis FC mit 1:0 gegen Tampere United.

## Modus
Die Meisterschaft wurde in einer Dreifachrunde ausgespielt. Jede Mannschaft bestritt somit 33 Saisonspiele. Der Tabellenletzte stieg direkt ab, der Vorletzte musste sich der Relegation stellen.

## Teilnehmende Mannschaften
| Verein                | Stadt        | Stadion                         | Kapazität |
| --------------------- | ------------ | ------------------------------- | --------- |
| Atlantis FC           | Helsinki     | Töölön Pallokenttä              | 04.000    |
| FC Jazz Pori          | Pori         | Stadion Pori                    | 12.300    |
| FC Jokerit            | Helsinki     | Finnair Stadium                 | 10.770    |
| FC Lahti              | Lahti        | Stadion Lahti                   | 14.465    |
| Haka Valkeakoski      | Valkeakoski  | Tehtaan kenttä                  | 06.400    |
| HJK Helsinki          | Helsinki     | Finnair Stadium                 | 10.770    |
| Inter Turku           | Turku        | Veritas-Stadion                 | 09.372    |
| Kuopion PS            | Kuopio       | Magnum Areena                   | 04.700    |
| Myllykosken Pallo -47 | Anjalankoski | Anjalankosken jalkapallostadion | 04.167    |
| Rovaniemi PS          | Rovaniemi    | Rovaniemen keskuskenttä         | 02.800    |
| Tampere United        | Tampere      | Tammela Stadion                 | 05.050    |
| Vaasan PS             | Vaasa        | Hietalahti Stadion              | 04.600    |

## Abschlusstabelle
| Pl. | Verein                | Sp. | S  | U  | N  | Tore    | Diff. | Punkte |
| --- | --------------------- | --- | -- | -- | -- | ------- | ----- | ------ |
| 1.  | Tampere United        | 33  | 21 | 5  | 7  | 047:310 | +16   | 68     |
| 2.  | HJK Helsinki (P)      | 33  | 19 | 10 | 4  | 064:190 | +45   | 67     |
| 3.  | Myllykosken Pallo -47 | 33  | 17 | 11 | 5  | 045:230 | +22   | 62     |
| 4.  | Haka Valkeakoski (M)  | 33  | 14 | 10 | 9  | 044:290 | +15   | 52     |
| 5.  | Inter Turku           | 33  | 15 | 4  | 14 | 046:470 | −1    | 49     |
| 6.  | Vaasan PS             | 33  | 14 | 3  | 16 | 050:520 | −2    | 45     |
| 7.  | Atlantis FC (N)       | 33  | 12 | 9  | 12 | 045:470 | −2    | 45     |
| 8.  | Kuopion PS (N)        | 33  | 9  | 10 | 14 | 037:480 | −11   | 37     |
| 9.  | FC Lahti              | 33  | 9  | 9  | 15 | 038:480 | −10   | 36     |
| 10. | FC Jazz Pori          | 33  | 7  | 11 | 15 | 036:520 | −16   | 32     |
| 11. | FC Jokerit            | 33  | 7  | 7  | 19 | 031:560 | −25   | 28     |
| 12. | Rovaniemi PS          | 33  | 5  | 9  | 19 | 025:560 | −31   | 24     |

Platzierungskriterien: 1. Punkte – 2. Tordifferenz – 3. geschossene Tore

| (M) | amtierender Meister     |
| (P) | amtierender Pokalsieger |
| (N) | Neuaufsteiger           |

## Kreuztabelle
| Spieltage 1–22        | Tampere United | HJK Helsinki | Myllykosken Pallo -47 | Haka Valkeakoski | Inter Turku | Vaasan PS | Atlantis FC | Kuopion PS | FC Lahti | FC Jazz Pori | FC Jokerit | Rovaniemi PS |
| --------------------- | -------------- | ------------ | --------------------- | ---------------- | ----------- | --------- | ----------- | ---------- | -------- | ------------ | ---------- | ------------ |
| Tampere United        |                | 3:2          | 3:2                   | 0:2              | 3:1         | 2:1       | 0:0         | 0:0        | 4:3      | 0:0          | 3:0        | 2:1          |
| HJK Helsinki          | 2:2            |              | 2:0                   | 0:0              | 2:1         | 2:0       | 1:2         | 5:0        | 1:0      | 0:0          | 4:1        | 2:0          |
| Myllykosken Pallo -47 | 1:0            | 0:0          |                       | 3:2              | 2:1         | 3:1       | 5:2         | 4:0        | 1:0      | 0:0          | 3:1        | 1:1          |
| Haka Valkeakoski      | 0:1            | 1:1          | 0:0                   |                  | 2:2         | 1:0       | 2:0         | 2:0        | 0:1      | 1:2          | 4:1        | 2:0          |
| Inter Turku           | 2:4            | 0:2          | 1:1                   | 1:0              |             | 1:2       | 1:2         | 2:2        | 1:0      | 3:1          | 3:1        | 4:0          |
| Vaasan PS             | 2:0            | 0:4          | 2:1                   | 2:0              | 2:1         |           | 2:0         | 1:5        | 0:1      | 0:3          | 2:3        | 2:1          |
| Atlantis FC           | 1:3            | 1:0          | 1:1                   | 1:1              | 1:1         | 1:2       |             | 1:0        | 1:0      | 3:1          | 3:0        | 0:0          |
| Kuopion PS            | 3:0            | 0:0          | 1:1                   | 0:3              | 1:2         | 2:1       | 3:1         |            | 0:1      | 4:0          | 0:0        | 1:0          |
| FC Lahti              | 0:1            | 2:2          | 2:2                   | 1:2              | 0:2         | 2:1       | 1:1         | 2:1        |          | 2:2          | 1:3        | 3:2          |
| FC Jazz Pori          | 0:1            | 0:3          | 0:1                   | 2:3              | 0:1         | 2:2       | 1:3         | 0:1        | 2:2      |              | 1:3        | 0:0          |
| FC Jokerit            | 0:1            | 1:1          | 0:2                   | 0:1              | 1:0         | 1:1       | 0:3         | 0:0        | 2:4      | 3:0          |            | 0:0          |
| Rovaniemi PS          | 1:1            | 0:3          | 1:0                   | 0:4              | 0:1         | 0:2       | 4:2         | 2:0        | 1:1      | 1:2          | 2:1        |              |

| Spieltage 23–33       | Tampere United | HJK Helsinki | Myllykosken Pallo -47 | Haka Valkeakoski | Inter Turku | Vaasan PS | Atlantis FC | Kuopion PS | FC Lahti | FC Jazz Pori | FC Jokerit | Rovaniemi PS |
| --------------------- | -------------- | ------------ | --------------------- | ---------------- | ----------- | --------- | ----------- | ---------- | -------- | ------------ | ---------- | ------------ |
| Tampere United        |                | –            | 1:2                   | 1:0              | 2:0         | –         | 1:0         | 1:0        | –        | 1:0          | –          | –            |
| HJK Helsinki          | 2:0            |              | –                     | 1:1              | 4:0         | –         | 4:1         | –          | 3:0      | –            | –          | 1:1          |
| Myllykosken Pallo -47 | –              | 1:0          |                       | –                | –           | 1:0       | –           | 2:0        | 0:0      | –            | 0:0        | 2:0          |
| Haka Valkeakoski      | –              | –            | 0:0                   |                  | 1:2         | 1:1       | –           | 2:2        | –        | 1:1          | 2:1        | –            |
| Inter Turku           | –              | –            | 0:2                   | –                |             | 3:2       | –           | 2:3        | –        | 1:0          | 1:0        | –            |
| Vaasan PS             | 3:0            | 0:2          | –                     | –                | –           |           | 4:1         | –          | 0:2      | –            | –          | 4:0          |
| Atlantis FC           | –              | –            | 0:1                   | 2:0              | 2:1         | –         |             | 1:1        | –        | –            | –          | 4:0          |
| Kuopion PS            | –              | 0:4          | –                     | –                | –           | 2:4       | –           |            | 3:1      | –            | 0:1        | 0:0          |
| FC Lahti              | 0:1            | –            | –                     | 0:2              | 1:2         | –         | 2:2         | –          |          | 1:2          | –          | –            |
| FC Jazz Pori          | –              | 0:2          | 1:0                   | –                | –           | 4:2       | 1:1         | 2:2        | –        |              | –          | 4:2          |
| FC Jokerit            | 0:3            | 1:2          | –                     | –                | –           | 0:2       | 3:1         | –          | 0:1      | 2:2          |            | –            |
| Rovaniemi PS          | 0:2            | –            | –                     | 0:1              | 1:2         | –         | –           | –          | 1:1      | –            | 3:1        |              |

## Relegation
|         | Gesamt |            | Hinspiel | Rückspiel |
| ------- | ------ | ---------- | -------- | --------- |
| FF Jaro | 5:4    | FC Jokerit | 1:1      | 4:3       |

Somit FC Jokerit abgestiegen, FF Jaro stieg auf.

## Torschützenliste
| Pl. | Nat.     | Spieler          | Verein         | Tore |
| --- | -------- | ---------------- | -------------- | ---- |
| 1   | Finnland | Paulus Roiha     | HJK Helsinki   | 22   |
| 2   | Finnland | Antti Pohja      | Tampere United | 16   |
| 3   | Schweden | Richard Teberio  | Inter Turku    | 13   |
| 4   | Finnland | Peter Sampo      | Kuopion PS     | 12   |
| 5   | Finnland | Niki Helenius    | FC Lahti       | 11   |
| 6   | Finnland | Sami Ylä-Jussila | Atlantis FC    | 10   |

## Internationales Abschneiden 2001/02
Während der Veikkausliiga-Saison 2001 waren vier finnische Mannschaften bei internationalen Wettbewerben im Einsatz, die sich nach der Veikkausliiga-Saison 2000 dafür qualifiziert hatten:
| Wettbewerb                     | Runde          | Gegner              | Hin | Rück | Gesamt |
| ------------------------------ | -------------- | ------------------- | --- | ---- | ------ |
| Meister Haka Valkeakoski:      |                |                     |     |      |        |
| UEFA Champions League          | 1. Qual.-Runde | FC Valletta         | 0:0 | 5:0  | 5:0    |
| UEFA Champions League          | 2. Qual.-Runde | Maccabi Haifa       | 0:1 | 3:0  | 3:1    |
| UEFA Champions League          | 3. Qual.-Runde | FC Liverpool        | 0:5 | 1:4  | 1:9    |
| UEFA-Pokal                     | 1. Runde       | 1. FC Union Berlin  | 1:1 | 0:3  | 1:4    |
| Vizemeister FC Jokerit:        |                |                     |     |      |        |
| UEFA-Pokal                     | Qualifikation  | Arsenal Kiew        | 0:2 | 0:2  | 0:4    |
| Dritter Myllykosken Pallo -47: |                |                     |     |      |        |
| UEFA-Pokal                     | Qualifikation  | Helsingborgs IF     | 1:3 | 1:2  | 2:5    |
| Pokalsieger HJK Helsinki:      |                |                     |     |      |        |
| UEFA-Pokal                     | Qualifikation  | FK Ventspils        | 2:1 | 1:0  | 3:1    |
| UEFA-Pokal                     | 1. Runde       | AC Parma            | 0:1 | 0:2  | 3:1    |
| Fünfter FC Jazz Pori:          |                |                     |     |      |        |
| UEFA Intertoto Cup             | 1. Runde       | Gloria Bistrița     | 1:0 | 1:2  | 2:2    |
| UEFA Intertoto Cup             | 2. Runde       | Paris Saint-Germain | 0:3 | 1:4  | 1:7    |

## Internationales Abschneiden 2002/03
Vier Vereine qualifizierten sich nach der Veikkausliiga-Saison 2001 für internationale Wettbewerbe in der Saison 2002/03:
| Wettbewerb                     | Runde          | Gegner            | Hin | Rück | Gesamt |
| ------------------------------ | -------------- | ----------------- | --- | ---- | ------ |
| Meister Tampere United:        |                |                   |     |      |        |
| UEFA Champions League          | 1. Qual.-Runde | FC Pjunik Jerewan | 0:4 | 0:2  | 0:6    |
| Vizemeister HJK Helsinki:      |                |                   |     |      |        |
| UEFA-Pokal                     | Qualifikation  | FK Homel          | 0:1 | 0:4  | 0:5    |
| Dritter Myllykosken Pallo -47: |                |                   |     |      |        |
| UEFA-Pokal                     | Qualifikation  | Odense BK         | 1:0 | 0:2  | 1:2    |
| Vierter Haka Valkeakoski:      |                |                   |     |      |        |
| UEFA Intertoto Cup             | 1. Runde       | FK Obilić         | 2:1 | 1:1  | 3:1    |
| UEFA Intertoto Cup             | 2. Runde       | FC Fulham         | 0:0 | 1:1  | 1:1    |